# Swedish Open 2016 - Qualificazioni singolare maschile
Le qualificazioni del singolare dello Swedish Open 2016 sono state un torneo di tennis preliminare per accedere alla fase finale della manifestazione. I vincitori dell'ultimo turno sono entrati di diritto nel tabellone principale. In caso di ritiro di uno o più giocatori aventi diritto a questi sono subentrati i lucky loser, ossia i giocatori che hanno perso nell'ultimo turno ma che avevano una classifica più alta rispetto agli altri partecipanti che avevano comunque perso nel turno finale.

## Teste di serie
1. Jürgen Zopp (spostato nel tabellone principale)
2. Henri Laaksonen (qualificato)
3. Marko Tepavac (primo turno)
4. André Ghem (ultimo turno)

1. Tristan Lamasine (qualificato)
2. Scott Griekspoor (ultimo turno)
3. Nikola Mektić (primo turno)
4. Christian Lindell (qualificato)

## Qualificati
1. Calvin Hemery
2. Henri Laaksonen

1. Christian Lindell
2. Tristan Lamasine

## Tabellone

### Legenda
| - Q = Qualificato - WC = Wild card - LL = Lucky loser | - ALT = Alternate - SE = Special Exempt - PR = Protected Ranking | - w/o = Walkover - r = Ritirato - d = Squalificato |

### Sezione 1
|  | Primo turno | Primo turno   | Primo turno   | Primo turno | Primo turno |  |  | Ultimo turno | Ultimo turno  | Ultimo turno  | Ultimo turno | Ultimo turno |  |
|  |             |               |               |             |             |  |  |              |               |               |              |              |  |
|  | Alt         | Milos Sekulic | 7             | 5           | 4           |  |  |              |               |               |              |              |  |
|  | PR          | Nikola Ćaćić  | 67            | 7           | 6           |  |  | PR           | Nikola Ćaćić  | Nikola Ćaćić  | 1            | 2            |  |
|  | WC          | Calvin Hemery | Calvin Hemery | 6           | 7           |  |  | WC           | Calvin Hemery | Calvin Hemery | 6            | 6            |  |
|  | 7           | Nikola Mektić | Nikola Mektić | 3           | 64          |  |  |              |               |               |              |              |  |

### Sezione 2
|  | Primo turno | Primo turno      | Primo turno      | Primo turno | Primo turno |  |  | Ultimo turno | Ultimo turno     | Ultimo turno     | Ultimo turno | Ultimo turno |  |
|  |             |                  |                  |             |             |  |  |              |                  |                  |              |              |  |
|  | 2           | Henri Laaksonen  | 6                | 4           | 6           |  |  |              |                  |                  |              |              |  |
|  | Alt         | Markus Eriksson  | 4                | 6           | 4           |  |  | 2            | Henri Laaksonen  | Henri Laaksonen  | 6            | 6            |  |
|  | WC          | Daniel Appelgren | Daniel Appelgren | 4           | 4           |  |  | 6            | Scott Griekspoor | Scott Griekspoor | 4            | 2            |  |
|  | 6           | Scott Griekspoor | Scott Griekspoor | 6           | 6           |  |  |              |                  |                  |              |              |  |

### Sezione 3
|  | Primo turno | Primo turno       | Primo turno       | Primo turno | Primo turno |  |  | Ultimo turno | Ultimo turno      | Ultimo turno      | Ultimo turno | Ultimo turno |  |
|  |             |                   |                   |             |             |  |  |              |                   |                   |              |              |  |
|  | 3           | Marko Tepavac     | 5                 | 6           | 4           |  |  |              |                   |                   |              |              |  |
|  |             | Maxim Dubarenco   | 7                 | 1           | 6           |  |  |              | Maxim Dubarenco   | Maxim Dubarenco   | 2            | 4            |  |
|  |             | Marco Bortolotti  | Marco Bortolotti  | 2           | 4           |  |  | 8            | Christian Lindell | Christian Lindell | 6            | 6            |  |
|  | 8           | Christian Lindell | Christian Lindell | 6           | 6           |  |  |              |                   |                   |              |              |  |

### Sezione 4
|  | Primo turno | Primo turno          | Primo turno | Primo turno | Primo turno |  |  | Ultimo turno | Ultimo turno     | Ultimo turno     | Ultimo turno | Ultimo turno |  |
|  |             |                      |             |             |             |  |  |              |                  |                  |              |              |  |
|  | 4           | André Ghem           | André Ghem  | 6           | 6           |  |  |              |                  |                  |              |              |  |
|  |             | Dragoş Dima          | Dragoş Dima | 1           | 0           |  |  | 4            | André Ghem       | André Ghem       | 5            | 4            |  |
|  |             | Juan Ignacio Galarza | 7           | 3           | 1           |  |  | 5            | Tristan Lamasine | Tristan Lamasine | 7            | 6            |  |
|  | 5           | Tristan Lamasine     | 5           | 6           | 6           |  |  |              |                  |                  |              |              |  |